# Svetotrojičina
La rue Svetotrojičina (en serbe cyrillique : Светотројичина) est située à Belgrade, la capitale de la Serbie, dans la municipalité de Zemun et dans le quartier de Gornji Grad.
Elle doit son nom à la Sainte Trinité.

## Parcours
La rue Svetotrojičina naît au niveau de la rue Cara Dušana. Elle s'oriente vers le sud-sud-est, traverse la rue Dobanovačka et se termine au niveau de la rue Ugrinovačka.

## Architecture
À l'angle des rues Dobanovačka et Svetotrojičina se trouve l'église de la Sainte-Trinité, construite entre 1839 et 1842 dans un style néoclassique ; en raison de sa valeur architecturale, elle est inscrite sur la liste des monuments culturels protégés de la république de Serbie et sur la liste des biens culturels protégés de la ville de Belgrade.

## Éducation
L'école élémentaire Branko Pešić est installée au n° 4 de la rue. Autrefois connue sous le nom d'école serbe de Gornja varoš, elle a été construite en 1872 et agrandie en 1912 dans un style néoclassique avec des éléments Art nouveau ; le bâtiment figure aujourd'hui sur la liste des biens culturels protégés de la ville de Belgrade.

## Économie
L'hôtel Villa Gepetto est situé au n° 22.